# Liga ACT femenina 2017
La Liga ACT femenina 2017 (conocida como Liga Euskotren 2017 por motivos de patrocinio) fue la novena edición desde que se iniciara la competición femenina de traineras organizada por la Asociación de Clubes de Traineras en 2009. Compitieron 4 equipos encuadrados en un único grupo. La temporada comenzó el 8 de julio en Orio (Guipúzcoa) y terminó el 20 de agosto en Zarauz (Guipúzcoa).

## Sistema de competición
Esta temporada se modificó el sistema de clasificación para competir en la liga. Así, en caso de que hubiera más de cinco tripulaciones inscritas, San Juan-Iberdrola como campeona de la temporada anterior debería lograr al menos un quinto puesto en las regatas clasificatorias para participar en la liga.
De esta manera, la competición constó de dos tipos de regatas:
- Clasificatorias: todas las traineras inscritas participaron en las dos primeras regatas, clasificándose para la Liga ACT femenina las cuatro mejores clasificadas, con la condición expuesta para la campeona de la temporada anterior.
- Temporada regular: compuesta por seis regatas en las que solo participaron los 4 clubes clasificados.

Los puntos obtenidos en las regatas clasificatorias computaron a efectos de la clasificación final de la liga.
Las regatas clasificatorias de esta temporada se disputaron en modalidad contrarreloj y el resto en una tanda en línea con cuatro calles. En todos los casos la distancia a bogar en cada regata fue de 1.5 millas náuticas que equivalen a 2778 metros.

## Calendario
Las siguientes regatas se disputaron en 2017.

### Clasificatorias
| Orden | Regata                 | Fecha      | Hora  | Modalidad    | Localidad     | Provincia |
| ----- | ---------------------- | ---------- | ----- | ------------ | ------------- | --------- |
| 1     | V Bandera Orio Kanpina | 9 de julio | 17:30 | Contrarreloj | Orio          | Guipúzcoa |
| 2     | VI Bandera Euskotren   | 9 de julio | 12:00 | Contrarreloj | San Sebastián | Guipúzcoa |

### Temporada regular
Se mantiene numeración correlativa incluyendo las regatas clasificatorias.
| Orden | Regata                                | Fecha        | Hora  | Modalidad         | Localidad | Provincia |
| ----- | ------------------------------------- | ------------ | ----- | ----------------- | --------- | --------- |
| 3     | II Bandera CaixaBank                  | 22 de julio  | 18:00 | En línea 4 calles | Santander | Cantabria |
| 4     | Bandera Diputación Foral de Guipúzcoa | 23 de julio  | 12:00 | En línea 4 calles | Pasajes   | Guipúzcoa |
| 5     | IX Bandera de Guecho                  | 29 de julio  | 18:00 | En línea 4 calles | Guecho    | Vizcaya   |
| 6     | I Bandera Petronor                    | 30 de julio  | 12:00 | En línea 4 calles | Ciérvana  | Vizcaya   |
| 7     | IX Bandera de Zarauz (1ª jornada)     | 19 de agosto | 18:00 | En línea 4 calles | Zarauz    | Guipúzcoa |
| 8     | IX Bandera de Zarauz (2ª jornada)     | 20 de agosto | 12:00 | En línea 4 calles | Zarauz    | Guipúzcoa |

## Traineras participantes

### Clasificatorias

#### Puntuaciones
Los puntos se reparten entre las diez participantes en cada regata.
| Posición | 1.ª | 2.ª | 3.ª | 4.º | 5.º | 6.º | 7.º | 8.º | 9.º | 10.º |
| -------- | --- | --- | --- | --- | --- | --- | --- | --- | --- | ---- |
| Puntos   | 10  | 9   | 8   | 7   | 6   | 5   | 4   | 3   | 2   | 1    |

#### Resultados por regata
| Pos. | Club                             | Trainera     | 1 ORI | 2 TRE | Puntos |
| ---- | -------------------------------- | ------------ | ----- | ----- | ------ |
| 1    | San Juan-Iberdrola               | Batelerak    | 2     | 1     | 19     |
| 2    | Hibaika-Jamones Ancin            | Madalen      | 1     | 2     | 19     |
| 3    | Orio-Orialki                     | Txiki        | 3     | 3     | 16     |
| 4    | Arraun Lagunak                   | Lugañene     | 4     | 4     | 14     |
| 5    | Hernani-Iparragirre Sagardotegia | Maialen      | 5     | 5     | 12     |
| 6    | Deusto-Tecuni                    | Tomatera     | 6     | 6     | 10     |
| 7    | Donostiarra-Nortindal            | Torrekua     | 7     | 8     | 7      |
| 8    | Cabo-Puebla                      | Cabo da Cruz | 9     | 7     | 6      |
| 9    | Portugalete                      | Jarrillera   | 8     | 9     | 5      |
| 10   | Lea Artibai-Cikautxo             | Lekittarra   | 10    | 10    | 2      |

| Color  | Resultado |
| ------ | --------- |
| Oro    | Ganador   |
| Plata  | Segundo   |
| Bronce | Tercero   |
| Verde  | Puntuó    |

### Clubes clasificados
| Equipo                | Nombre de la trainera | Patrona                            | Localidad           | Provincia |
| --------------------- | --------------------- | ---------------------------------- | ------------------- | --------- |
| Orio-Orialki          | Txiki                 | Nadeth Agirre                      | Orio                | Guipúzcoa |
| Arraun Lagunak        | Lugañene              | Andrea Astudillo, Maialen Muguruza | San Sebastián       | Guipúzcoa |
| Hibaika-Jamones Ancin | Madalen               | Olatz Ortega, Naroa Galdos         | Rentería            | Guipúzcoa |
| San Juan-Iberdrola    | Batelerak             | Nerea Pérez, Izaro Lestayo         | Pasajes de San Juan | Guipúzcoa |

Los clubes participantes están ordenados geográficamente, de oeste a este.

### Equipos clasificados por provincia
| Provincia | N. | Equipos                                                                 |
| --------- | -- | ----------------------------------------------------------------------- |
| Guipúzcoa | 4  | Arraun Lagunak, Hibaika-Jamones Ancin, Orio-Orialki, San Juan-Iberdrola |

### Clubes no clasificados
| Equipo                           | Nombre de la trainera | Patrona           | Localidad                   | Provincia |
| -------------------------------- | --------------------- | ----------------- | --------------------------- | --------- |
| Cabo-Puebla                      | Cabo da Cruz          | Andrea Collazo    | Boiro, Puebla del Caramiñal | La Coruña |
| Portugalete                      | Jarrillera            | Iraide Ruiz       | Portugalete                 | Vizcaya   |
| Deusto-Tecuni                    | Tomatera              | Aiala Uribelarrea | Bilbao                      | Vizcaya   |
| Lea Artibai-Cikautxo             | Lekittarra            | Nahia Aboitz      | Lequeitio                   | Vizcaya   |
| Hernani-Iparragirre Sagardotegia | Maialen               | Miren Garmendia   | Hernani                     | Guipúzcoa |
| Donostiarra                      | Torrekua              | Erika González    | San Sebastián               | Guipúzcoa |

Los clubes participantes están ordenados geográficamente, de oeste a este.

## Clasificación
A continuación se recoge la clasificación en cada una de las regatas disputadas.

### Temporada regular

#### Puntuaciones
Los puntos se reparten entre las cuatro participantes en cada regata.
| Posición | 1.ª | 2.ª | 3.ª | 4.ª |
| -------- | --- | --- | --- | --- |
| Puntos   | 4   | 3   | 2   | 1   |

#### Resultados por regata
Se incluyen los resultados de las regatas clasificatorias para mayor claridad ya que se computan los puntos obtenidos en dichas regatas pero aplicando la tabla de puntuaciones de la temporada regular, esto es, un máximo de 4 puntos por regata.
| Pos. | Club                  | Trainera  | 1 ORI | 2 TRE | 3 CAI | 4 DFG | 5 GUE | 6 PET | 7 ZA1 | 8 ZA2 | Puntos |
| ---- | --------------------- | --------- | ----- | ----- | ----- | ----- | ----- | ----- | ----- | ----- | ------ |
| 1    | San Juan-Iberdrola    | Batelerak | 2     | 1     | 1     | 1     | 1     | 1     | 1     | 1     | 31     |
| 2    | Hibaika-Jamones Ancin | Madalen   | 1     | 2     | 2     | 2     | 2     | 2     | 2     | 2     | 25     |
| 3    | Orio-Orialki          | Txiki     | 3     | 3     | 3     | 3     | 3     | 3     | 3     | 3     | 16     |
| 4    | Arraun Lagunak        | Lugañene  | 4     | 4     | 4     | 4     | 4     | 4     | 4     | 4     | 8      |

#### Evolución de la clasificación
| Jornada / Club        | 1 | 2 | 3 | 4 | 5 | 6 | 7 | 8 |
| Jornada / Club        |   |   |   |   |   |   |   |   |
| --------------------- | - | - | - | - | - | - | - | - |
| San Juan-Iberdrola    | 2 | 1 | 1 | 1 | 1 | 1 | 1 | 1 |
| Hibaika-Jamones Ancin | 1 | 2 | 2 | 2 | 2 | 2 | 2 | 2 |
| Orio-Orialki          | 3 | 3 | 3 | 3 | 3 | 3 | 3 | 3 |
| Arraun Lagunak        | 4 | 4 | 4 | 4 | 4 | 4 | 4 | 4 |

|  | Gráfico no disponible temporalmente debido a problemas técnicos. |

#### Palmarés
| Pos. | Club                  | Victorias | Segundas | Terceras | Mejor resultado | Puntos |
| ---- | --------------------- | --------- | -------- | -------- | --------------- | ------ |
| 1    | San Juan-Iberdrola    | 7         | 1        | -        | 1.ª             | 31     |
| 2    | Hibaika-Jamones Ancin | 1         | 7        | -        | 1.ª             | 25     |
| 3    | Orio-Orialki          | -         | -        | 8        | 3.ª             | 16     |
| 4    | Arraun Lagunak        | -         | -        | -        | 4.ª             | 8      |